# 室女座90
室女座90，又名BD-00 2758，HD 121299、SAO 139613、HR 5232，是室女座的一颗恒星，视星等为5.15，位于銀經333.47，銀緯57.57，其B1900.0坐标为赤經13h 49m 33.9s，赤緯-1° 57.57′ 40″。